# Hans-Joachim Solms
Hans-Joachim Solms (* 24. Dezember 1953 in Niederschelden) ist ein deutscher Germanist.

## Leben
Von 1974 bis 1980 studierte er Germanistik, Sozialwissenschaften und Wirtschaftswissenschaften (erste philologische Staatsprüfung). Nach der Promotion 1984 und der Habilitation 1990 war er von 1993 bis 1996 Universitätsprofessor an der Universität Osnabrück für Germanistik / Sprachgeschichte. Seit 1996 ist er Universitätsprofessor an der Martin-Luther-Universität Halle-Wittenberg für Geschichte der deutschen Sprache und älteren deutschen Literatur. 2015 wurde ihm die Ehrendoktorwürde der Staatlichen Linguistischen Universität Jerewan verliehen.
Seine Forschungsschwerpunkte sind historische Grammatik (Mittelhochdeutsch, Frühneuhochdeutsch), historische Lexikographie, Mundartlexikographie (Frühneuhochdeutsches Wörterbuch, Mittelelbisches Wörterbuch), Sprachgeschichte des Deutschen und Edition spätmittelalterlicher / frühneuzeitlicher Handschriften. Er ist Mitglied im Wissenschaftlichen Beirat des Vereins Deutsche Sprache (VDS).